# Maurice Rollinat

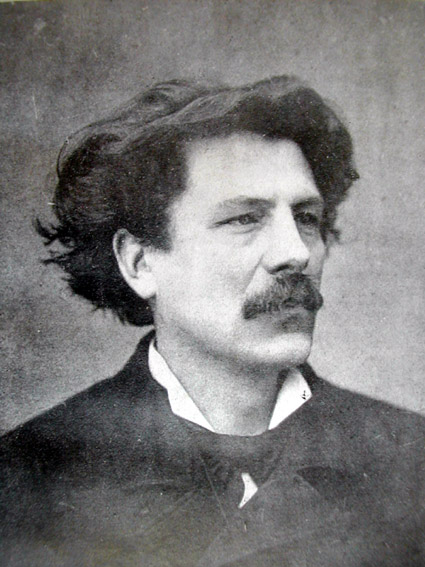
Maurice Rollinat.

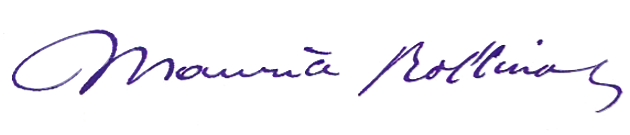
Maurice Rollinats signatur

Joseph Auguste Maurice Rollinat, född den 29 december 1846 i Châteauroux, död den 26 oktober 1903 i Ivry-sur-Seine, var en fransk poet.
Rollinat skrev naturskildringar (Dans les Brandes 1877), som visade intryck från George Sand, och utvecklade sedan pessimism och satanism i Baudelaires stil i sina följande diktsamlingar, Les névroses (1883), L'abîme (1886) och Les apparitions. Naturlyrik finns i La nature (1892), Le livre de la nature (1893), Paysages et paysans (1899) med flera. Sedan 1884 levde han på landet. Postumt utgavs Ruminations. Proses d'un solitaire (1903). Hans biografi skrevs av Émile Vinchon (1921).